# Charisma Carpenter
Charisma Lee Carpenter, född 23 juli 1970 i Las Vegas, Nevada, USA, är en amerikansk skådespelare.

## Skådespelarkarriär
Charisma Carpenter växte upp i Las Vegas, och vid 22 års ålder flyttade hon till Hollywood. Hennes karriär började med ett antal reklamfilmer och några teaterföreställningar, sedan dök hon upp i ett avsnitt av Baywatch, och hon imponerade på producenten Aaron Spelling så mycket att hon fick en roll i hans nya TV-serie Malibu Shores. Men Charismas stora genombrott började inte förrän hon fick rollen Cordelia i den Golden Globe-nominerade TV-serien Buffy och vampyrerna år 1999. Hon hade sökt rollen som Buffy, men fick nöja sig med Cordelia, och ironiskt nog så hade Buffy-skådespelerskan Sarah Michelle Gellar sökt rollen som Cordelia. 
Efter att ha spelat Cordelia Chase i Buffy och spinoff-serien Angel i sju år blev hon avskedad år 2003 utan förvarning vid slutet av TV-seriens fjärde säsong. Efter det har hon varit med i några avsnitt av TV-serierna Förhäxad och Veronica Mars, och hon har huvudrollen i filmen Voodoo Moon från 2005.

## Filmografi (urval)
- 1994 - Baywatch - (TV-Serie) (1 avsnitt)
- 1995 - Josh Kirby... Time Warrior: Chapter 1, Planet of the Dino-Knights
- 1995 - Josh Kirby... Time Warrior: Chapter 2, the Human Pets
- 1996 - Josh Kirby... Time Warrior: Chapter 6, Last Battle for the Universe
- 1996 - Malibu Shores - (TV-Serie) (regular)
- 1997-1999 - Buffy och vampyrerna - (TV-Serie) (regular)
- 1999-2003 - Angel - (TV-Serie) (regular)
- 2001 - The Groomsmen
- 2003 - See Jane Date - (TV)
- 2004 - Like Cats and Dogs - (TV)
- 2004 - Förhäxad - (TV-Serie) (3 avsnitt)
- 2005 - Voodoo Moon
- 2005-2006 - Veronica Mars - (TV-Serie)
- 2006 - Flirting with Danger - (TV)
- 2006 - Cheaters' Club - (TV)
- 2006 - Relative Chaos - (TV)
- 2009 : Desperate Housewives : Allison
- 2010 - The Expendables
- 2012 - The Expendables 2
- 2012-2013 - The Lying Game - (TV-serie)